# Astronesthes formosana
Astronesthes formosana és una espècie de peix de la família dels estòmids i de l'ordre dels estomiformes.

## Morfologia
- Els mascles poden assolir 9,5 cm de longitud total.[3][4]

## Hàbitat
És un peix marí i d'aigües temperades que viu entre 318-1.129 m de fondària.

## Distribució geogràfica
Es troba a Taiwan.